# مطار مالولو ليلى
مطار مالولو ليلى (بالانجليزية : Malolo Lailai) (إياتا: PTF، إيكاو: NFFO) هو مطار يقع في جزيرة مالولو ليلى في القسم الغربي في فيجي . المطار عبارة عن شريط قصير يمتد على عرض الجزيرة ، ويستخدم بشكل أساسي للطيران العام ونقل الضيوف إلى المنتجعات في الجزيرة ، مثل منتجع موسكوت كوف ومنتجع جزيرة لوماني ومنتجع جزيرة بلانتيشن .

## شركات الطيران والوجهات
| شركـات طيـران      | الوجهات          |
| ------------------ | ---------------- |
| Pacific Island Air | مطار نادي الدولي |